# Burg Triberg
Die Burg Triberg ist die Ruine einer Spornburg auf einem Bergsporn im Südosten der Stadt Triberg im Schwarzwald-Baar-Kreis in Baden-Württemberg.

## Geschichte
Über die genaue Entstehungszeit der Burg an der Gutach, zu deren Fuße sich in der ersten Hälfte des 14. Jahrhunderts die Stadt Triberg entwickelte, ist wenig bekannt. Ungewiss ist vor allem, ob die Burg schon zu Beginn des 13. Jahrhunderts bestanden hat oder ob sie erst nach der Teilung der damaligen Herrschaft Hornberg um das Jahr 1200 in die beiden selbstständigen Herrschaften (Neu-)Hornberg und Triberg entstanden ist.
1239 erfolgte die erste urkundliche Erwähnung des Namens Triberg. Auf der Urkunde über ein Rechtsgeschäft zwischen dem Grafen Berthold von Neuenburg und dem Baseler Bischof Lüthold erschien der Ministeriale Peter von Triberc als letzter der 15 Zeugen. Die Burganlage wurde womöglich von Burkhard I. von Triberg erbaut. Besitzer der Burg war eine Seitenlinie der Herren von Hornberg. Mit dem Aussterben der Triberger Linie kam die „stat und burg ze Triberg“ an die Grafen von Hohenberg. 1355 wurde die Herrschaft von Herzog Albrecht II. von Österreich, einem Habsburger, gekauft und fiel 1654 endgültig an Österreich (Vorderösterreich).
Die Burg wurde mehrfach von den Habsburgern verpfändet (1372 an die Markgrafen von Baden, 1493 an die Grafen zu Fürstenberg und im 16. Jahrhundert an den Freiburger Juristen Ulrich Zasius sowie den Feldhauptmann Lazarus von Schwendi). Im Jahr 1489 wurde sie durch Feuer zerstört und wiederaufgebaut. Ein weiteres Mal wurde die Burg im Jahr 1525 während des Deutschen Bauernkriegs ein Raub der Flammen. Aufständische Schwarzwälder Bauern und Bürger waren die Brandstifter. In Fronarbeit musste sie wiederaufgebaut werden. 1616 wurde sie abermals teilweise und im Dreißigjährigen Krieg während der Weihnachtstage 1642 endgültig durch schwedische Soldaten zerstört.
Der Grundriss und ein Pfeiler der ehemaligen Burganlage wurden im Jahr 1934 durch Ausgrabungen einiger Mauerreste freigelegt. Die Burg Triberg zeigt sich heute als spärliche Ruine mit Mauerresten im sogenannten „Burggarten“ beim Kurhaus.